# Manfred Mann
Manfred Mann (født Manfred Sepse Lubowitz, 21. oktober 1940 i Johannesburg i Sydafrika) er en britisk musiker, sangskriver og pladeproducent, mest kendt som leder af bandene Manfred Mann, Manfred Mann Chapter Three og Manfred Mann's Earth Band. 

## Historie
Mann startede sit første band, The Vikings, i 1959. Dette band regnes som Sydafrikas første rock 'n' rollband. Bandet udgav to album og blev opløst i 1961 da Manfred Mann, som var en stærk og aktiv modstander af apartheid, flyttede til Storbritannien. 
I 1962 startede han blues-jazzbandet Mann Hugg Blues Brothers sammen med keyboardspilleren og trommeslageren Mike Hugg. Bandet fik i 1963 pladekontrakt med EMI på deres underselskab HMV, og ændrede navnet på bandet til Manfred Mann. 
Bandet Manfred Mann skiftede stil til radiovenlig popmusik, og havde en række hits fra 1964 til 1969, blandt andre "Do Wah Diddy Diddy", "Sha La La", "Pretty Flamingo" og "Mighty Quinn". I 1969 blev bandet opløst. Manfred Mann og Mike Hugg startede så det eksperimentelle band Manfred Mann Chapter Three, som udgav to album i 1969 og 1970 før det blev opløst.
Manfred Mann's Earth Band blev startet i 1971 som et mere rendyrket rockband. Bandet havde flere hits i 1970'erne, blandt andet "Blinded By the Light" som blev skrevet af Bruce Springsteen, "Runner" og "Davy's on the Road Again". Manfred Mann's Earth Band er fortsat aktive. 
Manfred Mann har også udgivet album med soloprojektet Manfred Mann's Plain Music.